# Progresu, Ialomița
Progresu este un sat în comuna Făcăeni din județul Ialomița, Muntenia, România.